# Llordón
Llordón es un lugar que pertenece a la parroquia de Margolles en el concejo de Cangas de Onís (Principado de Asturias). Se encuentra a 14 m s. n. m. y está situada a 17 km de la capital del concejo, la ciudad de Cangas de Onís. 

## Población
En 2020 contaba con una población de 10 habitantes (INE, 2020) repartidos en un total de 4 viviendas (INE, 2010).